# دوهانی
دوهانی (نام علمی: Oxystelma) نام یک سرده از زیرخانواده استبرق است.